# Route nationale 26 (Luxembourg)
Pour les articles homonymes, voir N26 et Route nationale 26.
La route nationale 26 est une route nationale luxembourgeoise reliant Wiltz à Liefrange.